# Bairbre de Brún
Bairbre de Brún (Dublino, 10 gennaio 1954) è una politica irlandese.
Esponente del partito politico Sinn Féin e rappresentante del gruppo della Sinistra al Parlamento europeo, ha ricoperto la carica di membro della commissione per lo sviluppo regionale dal 2004 al 2009 e della commissione per l’ambiente, la salute e la sicurezza alimentare dal 2009 al 2012, anno in cui si é dimessa.